# Yoon Ji-sung
Yoon Ji-sung (hangul: 윤지성 (); Wonju, Provincia de Gangwon, 8 de marzo de 1991), también conocido simplemente como Jisung, es un cantante y actor surcoreano. Es mejor conocido por terminar octavo en la segunda temporada de Produce 101, y por ser exmiembro del grupo masculino surcoreano Wanna One, del que fue líder y vocalista principal. Tras la disolución de Wanna One, Yoon comenzó su carrera en solitario con el lanzamiento de su primer EP, Aside, el 20 de febrero de 2019.

## Biografía
Yoon Ji-sung nació en Wonju, Provincia de Gangwon, Corea del Sur.

## Carrera

### 2017-2019:Produce 101y Wanna One
En abril de 2017, Yoon, junto con Kang Daniel, Kim Jae-han, Joo Jin-woo y Choi Tae-woong participaron en la segunda temporada de Produce 101 como aprendices de MMO Entertainment. Yoon quedó en octavo lugar en el episodio final del programa. Después de eso, hizo su debut como miembro del grupo masculino surcoreano Wanna One durante el Wanna One Premier Show-Con el 7 de agosto de 2017, en el Gocheok Sky Dome, con el miniálbum debut 1×1=1 (To Be One).
Yoon promocionó activamente con Wanna One hasta su disolución oficial el 31 de diciembre de 2018, y continuó apareciendo con el grupo hasta su serie de conciertos final Therefore, realizada en el Gocheok Sky Dome del 24 al 27 de enero de 2019.

### 2019-presente: Debut en solitario y servicio militar
En enero de 2019, Yoon fue elegido para interpretar al protagonista masculino del musical The Days.
Luego lanzó su primer EP en solitario, Aside, el 20 de febrero de 2019, antes de embarcarse en su primera gira por Seúl, Macao, Taipéi, Tokio, Osaka y Bangkok.

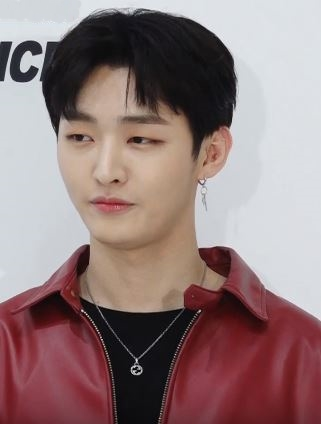
Yoon Ji-sung en abril de 2019

El 25 de abril de 2019, Yoon lanzó un álbum especial, Dear Diary, y posteriormente realizó reuniones especiales con fans en Tokio, Osaka y Seúl.
Después, lanzó el sencillo digital Winter Flower el 19 de mayo de 2019, como un regalo para sus fanáticos, después de su alistamiento como soldado el 14 de mayo de 2019. La canción fue compuesta por el cantante sucoreano Coffee Boy.
Durante su alistamiento, Yoon fue elegido para participar en el musical militar Return: The Promise of the Day. Originalmente iba a ser dado de baja del ejército el 13 de diciembre de 2020, pero fue dado de baja anticipadamente el 20 de noviembre de 2020, debido al protocolo COVID-19.
Yoon regresó con su segundo EP, Temperature of Love, el 15 de abril de 2021.
El 6 de abril de 2022, se anunció que Yoon había firmado un contrato exclusivo con DG Entertainment. Lanzó su tercer EP, Miro, el 27 de abril de 2022.
El primer concierto en solitario de Yoon, el cual se llamó "Miro: Prologue", se llevó a cabo el 14 y 15 de mayo en el COEX Artium.
El 21 de noviembre de 2022, DG Entertainment anunció que Yoon lanzaría el sencillo de invierno December 24th el 5 de diciembre, y que realizaría un concierto especial para fans llamado "Fan-Con '2022 Yoon Ji-sung Fan Concert" el 24 de diciembre.
El 27 de junio de 2024, DG Entertainment anunció la finalización del contrato de Yoon con ellos el 26 de junio de 2024.

## Discografía

### Extended plays
| Título              | Detalles del EP | Posiciones más altas en los gráficos | Ventas        |
| Título              | Detalles del EP | COR                                  | Ventas        |
| ------------------- | --- | ------------------------------------ | ------------- |
| Aside               | - Fecha de lanzamiento: 20 de febrero de 2019 - Etiqueta: LM Entertainment - Formatos: CD, descarga digital, streaming Lista de sencillos 1. "Clover" 2. "In the Rain" 3. "Who Are You" (또 웃기만 해) 4. "Why Not Me?" (왜 내가 아닌지) 5. "You... Like the Wind" (바람 같은 너) (feat. Changbin) 6. "Slow" (쉼표) | 2                                    | - COR: 46,873 |
| Dear Diary          | - Fecha de lanzamiento: 25 de abril de 2019 - Etiqueta: LM Entertainment - Formatos: CD, descarga digital, streaming | 4                                    | - COR: 21,674 |
| Temperature of Love | - Fecha de lanzamiento: 15 de abril de 2021 - Etiqueta: LM Entertainment - Formatos: CD, descarga digital, streaming Lista de sencillos 1. "Night Walk" (밤을 핑계 삼아) 2. "Love Song" 3. "Love Counseling" (고민상담) 4. "Sunday Moon" 5. "I Hope" (괜찮아지기를 바라요)                                          | 8                                    | - COR: 29,712 |
| Miro                | - Fecha de lanzamiento: 27 de abril de 2022 - Etiqueta: DG Entertainment - Formatos: CD, descarga digital, streaming Lista de sencillos 1. "ToDogToDog" (con Bero) 2. "Bloom 3. "Summer Drive" (feat. Jonghyun) 4. "Florescence" (걷는다) 5. "Sleep"                                                                | 17                                   | - COR: 9,887  |

### Sencillos
| "In the Rain"                                                                           | 2019 | 140 | 96 | Aside               |
| "I'll Be There" (너의 페이지)                                                           | 2019 | —   | —  | Dear Diary          |
| "Winter Flower" (동,화 (冬,花))                                                         | 2019 | —   | —  | Sencillo sin álbum  |
| "Love Song"                                                                             | 2021 | —   | —  | Temperature of Love |
| "Bloom"                                                                                 | 2022 | —   | —  | Miro                |
| "—" indica elementos que no figuraron en las listas o que no se lanzaron en esa región. |      |     |    |                     |

### Apariciones en bandas sonoras
| "My Tree" (나무)                                                                        | 2021 | — | — | How to Be Thirty OST Part 2 |
| "—" indica elementos que no figuraron en las listas o que no se lanzaron en esa región. |      |   |   |                             |

## Teatro
| Producción                     | Papel              | Evento                              | Fechas                                       | Ref.   |
| ------------------------------ | ------------------ | ----------------------------------- | -------------------------------------------- | ------ |
| The Days                       | Kang Moo-young     | Interpark Hall, Plaza Azul          | 22 de febrero – 6 de mayo de 2019            |        |
| Return: The Promise of the Day | Choi Woo-joo       | Sala de Arte Woori, Parque Olímpico | 22 de octubre – 1 de diciembre de 2019       |        |
| Return: The Promise of the Day | Choi Woo-joo       | Gira provincial de Corea            | 17 de enero – 2 de febrero de 2020           |        |
| Return: The Promise of the Day | Seungho del pasado | Sala de Arte Woori, Parque Olímpico | 4 de junio – 12 de julio de 2020             |        |
| Return: The Promise of the Day | Seungho del pasado | Transmisión en línea                | 25 y 26 de septiembre de 2020                |        |
| Something Rotten!              | Shakespeare        | Centro de Artes Universal           | 23 de diciembre de 2021 - 9 de enero de 2022 | [ 26 ] |

## Filmografía

### Series de televisión
| Año  | Título                | Papel        | Notas | Ref.   |
| ---- | --------------------- | ------------ | ----- | ------ |
| 2021 | Let Me Be Your Knight | Kim Yoo-chan |       | [ 27 ] |

### Programas de televisión
| Año  | Título                    | Papel               | Notas            |
| ---- | ------------------------- | ------------------- | ---------------- |
| 2017 | Produce 101 (temporada 2) | Concursante         | Terminó octavo   |
| 2019 | King of Mask Singer       | Concursante         | Episodio 185-186 |
| 2021 | Crazy Recipe Adventure    | Concursante         | Episodio 4       |
| 2022 | My House Sangjeon         | Miembro del reparto | [ 29 ]           |

### Programas web
| Año  | Título       | Papel   | Ref.   |
| ---- | ------------ | ------- | ------ |
| 2021 | Adola School | Maestro | [ 30 ] |

## Premios y nominaciones

### Teatro
| Año  | Premios                          | Categoría            | Obra(s) nominada(s) | Resultado | Ref.   |
| ---- | -------------------------------- | -------------------- | ------------------- | --------- | ------ |
| 2019 | Stagetalk Audience Choice Awards | Actor musical novato | The Days, Return    | Nominado  | [ 31 ] |